# Beni Amar
Beni Amar ou Echatt (em árabe: الشط) é uma cidade e comuna localizada na província de El Tarf, Argélia. De acordo com o censo de 2008, a população total da cidade era de 34 378 habitantes.